# Amtsgericht Viechtach
Das Amtsgericht Viechtach ist eines von 73 Amtsgerichten in Bayern und ein Gericht der ordentlichen Gerichtsbarkeit. Der Hauptsitz befindet sich in der Mönchshofstraße 29 in Viechtach.

## Geschichte
Viechtach war bereits im 13. Jahrhundert Gerichtssitz und seit 1803 Sitz eines Landgerichts (älterer Ordnung). Das Amtsgericht Viechtach wurde 1879 durch das Gerichtsverfassungsgesetz gebildet. Das Hauptgebäude des Amtsgerichts wurde 1960 fertiggestellt. Im Zuge der Schließung des Amtsgerichts Regen erfolgte am 1. Juli 1973 die Integrierung in das Amtsgericht Viechtach. Die erste Erweiterung des Baus erfolgte in den Jahren 1982 bis 1984. Als die Zentralisierung der Erzwingungshaftverfahren auf Viechtach fiel, wurde aus Platzmangel das Gebäude erneut erweitert. Der Erweiterungsbau wurde im März 2006 eingeweiht.

## Zuständigkeitsbereich und übergeordnete Gerichte
Das Amtsgericht ist für den Landkreis Regen zuständig. Seit dem 1. März 2003 ist es auch für alle Anträge der Zentralen Bußgeldstelle Viechtach auf Anordnung der Erzwingungshaft zuständig. 
Die Staatsanwaltschaft Deggendorf ist zuständig für den Bezirk des Amtsgerichts Viechtach. Übergeordnete Gerichte sind das Landgericht Deggendorf und das Oberlandesgericht München.
Folgende Angelegenheiten fallen in den Zuständigkeitsbereich anderer Gerichte:
- Bewährungshilfe (Landgericht Deggendorf)
- Genossenschaftsregister (Amtsgericht Deggendorf)
- Handelsregister (Amtsgericht Deggendorf)
- Insolvenzverfahren (Amtsgericht Deggendorf)
- Registersachen (Amtsgericht Deggendorf)
- Vereinsregister (Amtsgericht Deggendorf)
- Zwangsversteigerung (Amtsgericht Deggendorf)
- Mahnverfahren (Amtsgericht Coburg)